# Bintais Julu
Bintais Julu is een bestuurslaag in het regentschap Padang Lawas Utara van de provincie Noord-Sumatra, Indonesië. Bintais Julu telt 323 inwoners (volkstelling 2010).